# 浦偉士
浦偉士爵士，大紫荊勳賢，CBE，DSO（英語：Sir William Purves，1931年12月27日—），英國人，生於蘇格蘭，滙豐集團前主席。

## 背景
浦偉士生於1931年12月27日，在1948年畢業於凱爾素中學（Kelso High School，1941年入讀），同年加入蘇格蘭皇家銀行。1951年，他服兵役並来到香港，來港後不久，他就參加韓戰，戰後隨即返港。
1954年，浦偉士加入香港上海滙豐銀行，之後他曾經在德國、馬來西亞、新加坡、斯里蘭卡、日本以及英國分行工作。1979年，他升任為國際業務部的總經理，主管中國業務，之後於1982年成為執行董事。1986年，他接替退休的沈弼爵士，成為香港上海滙豐銀行主席，並於1991年出任滙豐控股有限公司首任主席。
滙豐控股於1993年遷往倫敦後，浦偉士亦重返英國，退出香港上海滙豐銀行主席一職，之後他出任米特蘭銀行（現稱英國滙豐銀行）主席，不過一年中他每兩个月定期來港，也經常前往中国内地。直到1998年，浦偉士退休，由龐約翰出任滙豐集團主席之後，他一直都在倫敦生活。
他也曾獲委任為行政局議員、前英皇御准香港賽馬會主席、康體發展局首任主席和英國銀行學會副總裁，積極參與社會事務。此外，他在1983年被委为太平绅士，1988年獲得CBE勳銜，1993年冊封為爵士，1998年獲得香港公開大學榮譽工商管理博士學位，1999年獲授予大紫荊勳章。